# 伊斯兰教对口交的观点
伊斯蘭教的口交議題在伊斯蘭學者中頗具爭議。有些學者允許，也有些不允許。不過，在伊斯蘭法規當中，只要不是《古蘭經》或先知所認定「亥倆目」（非法）的事物都是允許的；原則上任何事物都是允許的，除非是真主或其使者明令禁止的。在這個原則上，口交在伊斯蘭教裡是允許的。因此口交只要是在夫婦之間實就合法。其他的性愛動作也都是只有在夫妻之間才是合法，只有肛交和月經期間性交是非法的。

## 阿拉伯人觀點
伊斯蘭傳統上早自胡代比亞條約簽訂的時代就有口交的觀念，如下面《布哈里聖訓》所敘述的。這顯示阿拉伯人在穆罕默德的時代就已經意識到口交的存在了。

### 布哈里聖訓
在簽訂胡代比亞條約時，艾卜·伯克爾在盛怒之下喝斥烏瓦爾·本·馬斯烏德·賽卡菲（Urwa bin Masud Thaqafi）：
「去舔拉特的陰蒂/陰道吧！」
將陰毛剃光是伊斯蘭傳統讚許的。

### 塔巴里（Al-Tabari）時代
وكان عبد مناة بن كنانة تزوج هند بنت بكر بن وائل ...... أبو بكر امصص بظر اللات واللات طاغية ...
تاريخ الطبري - الطبري ج 2- 
吸吮拉特的陰蒂/陰道！

### 其他伊斯蘭教派的觀點
遜尼派穆斯林卡拉達威博士認為可以透過法特瓦的方式使口交合法化，但須附帶某些條件。什葉派伊瑪目侯艾表示，夫妻間的口交不是非法的（非亥倆目）。薩拉菲派的一群學者以及沙斐儀派都主張口交是完全「哈拉肋」（合法）的，因為聖訓表明先知們鼓勵配偶之間的前戲，這是性行為時很自然的催情動作，有助於夫妻間婚姻的美滿。
遜尼派女性學者希巴·柯特布在埃及電視台上主持節目，提供觀眾有關性生活的建議。她表示口交是可以被允許的，「因為沒有任何宗教文獻加以禁止」。

## 吸吮妻子的乳房和陰道
沒有任何伊斯蘭文獻禁止吸吮妻子的乳房。因此，要不要這麼做是夫妻間自己的決定。丈夫可以愛撫並吸吮妻子的乳房和乳頭。馬力克學派允許舔舐陰道（farj），這不僅沒有任何害處而且也不是可憎的行為（麥克魯亥）。馬力克·伊本·艾奈斯表示，用舌頭舔舐女陰並沒有什麼壞處。
什葉派的資料表示，伊瑪目卡吉姆曾被問道：「可以親吻妻子的陰部嗎？」伊瑪目回答：「可以。」

## 觸摸陰莖
既然能夠觸摸陰莖，也能夠親吻它，只要它是乾淨的。

在伊斯蘭教裡，某些人認為性器官不應該被視為是不純潔、骯髒或不好的，而應被看作身體的一個部份。觸摸性器官並不會使宗教功修無效：「一個男人問穆罕默德，碰觸陰莖之後是否要以水潔淨自己。」先知回答：「不需要，那只是你身體的一部分。」
哈乃非學派主張就沙里亞法規而言，碰觸陰莖並不是可恥的行為。《穆宛塔聖訓》記載，觸摸陰莖「並非不潔淨」。此聖訓還強調，「如果陰莖是可鄙或不純潔的，那麼就應該從身上切下來丟棄。」《穆宛塔聖訓》宣稱陰莖和身體其他部位並沒有什麼不同。賽班尼等學者引述了許多艾布·哈尼法的話：
以哈瑪德·易卜拉欣（Hamad b. Ibrahim）和阿里的權威為證，艾布·哈尼法曾說：「觸摸陰莖沒有什麼壞處。我觸摸我的陰莖或我的鼻尖。」
以哈瑪德·易卜拉欣的權威為證，伊本·麥斯歐德曾被問及碰觸陰莖之後是否要小淨。他回答：「那是不潔的，所以把陰莖切除！」這意味著觸摸陰莖並無害處。
以哈瑪德·易卜拉欣的權威為證，有個男人在清洗陰莖，薩德從旁走過。他說：「你在做什麼？這沒有必要。」
不過，也有聖訓提到碰觸性器官之後要進行清洗。
但是艾布·哈尼法不斷地強調，在小便之後應該清洗陰莖。
關於穆罕默德對於觸摸陰莖一事，第一和第二則報告經常被引述，還訴諸於塔勒克·伊本·阿里（Talq ibn Ali ibn al-Mundhir ibn Qays）的權威。塔勒克·伊本·阿里說：「我們和真主的使者在一起的時候，有一位像是貝都因人的人來問使者：『真主的使者啊，你認為一個人碰觸陰莖之後要不要小淨？』他（穆罕默德）回答：『難道陰莖只不過是你的一塊肉嗎？』」

## 把口交當作前戲
口交不應是令人排拒的，應該先讓配偶同意口交。這麼一來，才能達到最大的性滿足。

## 和性滿足的關係
根據《古蘭經》信士章第五到第七節的經文，學者們認為丈夫被允許以任何歡愉的方式享受妻子，除了肛交。艾資哈爾大學伊斯蘭法理學教授阿里·主姆阿（Ali Jum`ah）博士表示，舔舐、吸吮以及親吻配偶的性器官都是可以的，只要它們能給配偶帶來性滿足。在這個概念之下，一個人就能夠避開不合法的事物（亥倆目）。丈夫也能夠舔妻子的陰道，以幫助妻子達到性高潮。同樣地，妻子也可以舔丈夫的陰莖以使之勃起，直到高潮。所有能滿足性愛的行動都是允許的。

## 關於分泌物是否潔淨

### 外陰分泌物
陰道的分泌物是潔淨的。沒有任何聖訓或《古蘭經》經文提到陰道的分泌物。基於同樣的理由，許多學者認為精液也是潔淨的（taahir）。
沙斐儀法學派認為精液是潔淨的，但是尿道球腺液是不潔的（najasa）。女方要是在男方射精前舔舐其尿道球腺液，則是不潔的。因此，如果是這樣的話，我們可以理解口交是麥克魯亥，但不算是亥倆目，因為沒有證據能如此證明。
穆斯林學者認為，口交導致射精是可憎的，但是沒有直接證據表明此為非法。口交導致射精並不像肛門那麼骯髒。但是也沒有直接證據證明此為非法，特別是妻子同意這麼做的時候。

### 避免接觸分泌物
如果口交要能夠完全避開污穢物，那麼只要避免接觸尿道球腺液，妻子就可以盡量親吻丈夫的陰莖。夫妻倆可以使用保險套，而丈夫可以親吻妻子的外陰並吸吮其陰蒂（罕百里法學派的許多著作都有提到），直到性高潮。口交之後必須清潔口腔。
使用阿拉伯皮帶、保險套或以手緊握陰莖底部，就能避免接觸口交時的不潔分泌物及精液。

## 口交過後的大淨
口交只能當作一種刺激和前戲。如果丈夫接受妻子口交並射精，那麼性愛結束之後一定要洗大淨；不過，如果丈夫只分泌出尿道球腺液，那麼只要洗小淨就可以了，要把尿道球腺液洗掉。如果在口交時精液射到衣服上面或口腔內，那麼就一定要把精液洗掉。

## 麥克魯亥
學者們認定，把精液射在妻子的口裡是麥克魯亥（可憎的）。

## 延伸閱讀
- IslamOnline.net 口交算是外遇嗎？
- ZAWAJ.COM: Straight Talk （页面存档备份，存于） 談談伊斯蘭教的口交

- answering-christianity （页面存档备份，存于） 論口交
- IslamOnline.net 已婚夫婦觀賞色情資訊
- The Issue of Oral Sex